# Bársonyfalva
Bársonyfalva (románul: Brezon) település Romániában, a Bánságban, Krassó-Szörény megyében.

## Fekvése
Oravicabányától északnyugatra fekvő település.

## Története
A falut az Osztrák-Magyar Államvasút Társaság alapította 1872-ben. Eredeti nevét (Bressonfalva) a társaság igazgatójáról, Bresson Györgyről kapta. 1888-ban Brezonfalva, telep, 1913-ban Bársonyfalva néven írták. A trianoni békeszerződés előtt Krassó-Szörény vármegye Oravicabányai járásához tartozott. 1910-ben 386 lakosából 354 német, 14 magyar, 9 szlovák volt. Ebből 379 római katolikus, 5 református volt.